# Sven Rydell
Sven Rydell (Göteborg, 14 gennaio 1905 – Göteborg, 4 aprile 1975) è stato un allenatore di calcio, calciatore e giornalista svedese, di ruolo attaccante.
È stato inserito nella Hall of Fame del calcio svedese.

## Carriera

### Club
In campionato ha segnato 156 reti.

### Nazionale
Con 49 reti in 43 partite è il secondo miglior cannoniere della nazionale svedese, alle spalle di Zlatan Ibrahimović. Vi esordisce all'età di 19 anni, partecipando alle Olimpiadi dove segnò 5 gol in 6 partite, contribuendo al raggiungimento del terzo posto alla compagine svedese.

## Palmarès

### Giocatore

#### Club
- Campionato svedese: 2

Örgryte: 1925-1926, 1927-1928

#### Nazionale
- Bronzo olimpico: 1

1924

#### Individuale
- Capocannoniere del Campionato del Nord: 1

1924-1928
- Medaglia d'oro dello Svenska Dagbladet: 1

1931